# Yuri Postrigái
Yuri Víktorovich Postrigái –en ruso, Юрий Викторович Постригай– (Sverdlovsk, URSS, 31 de agosto de 1988) es un deportista ruso que compite en piragüismo en la modalidad de aguas tranquilas.
Participó en los Juegos Olímpicos de Londres 2012, obteniendo una medalla de oro en la prueba de K2 200 m. Ganó cuatro medallas en el Campeonato Mundial de Piragüismo entre los años 2011 y 2019, y cinco medallas en el Campeonato Europeo de Piragüismo entre los años 2011 y 2021.

## Palmarés internacional
| Juegos Olímpicos   | Juegos Olímpicos            | Juegos Olímpicos  | Juegos Olímpicos |
| Año                | Lugar                       | Medalla           | Competición      |
| ------------------ | --------------------------- | ----------------- | ---------------- |
| 2012               | Londres (Reino Unido)       | Medalla de oro    | K2 200 m         |
| Campeonato Mundial |                             |                   |                  |
| Año                | Lugar                       | Medalla           | Competición      |
| 2011               | Szeged (Hungría)            | Medalla de bronce | K1 500 m         |
| 2013               | Duisburgo (Alemania)        | Medalla de oro    | K2 200 m         |
| 2013               | Duisburgo (Alemania)        | Medalla de plata  | K1 4 × 200 m     |
| 2015               | Milán (Italia)              | DSC               | K2 200 m         |
| 2019               | Szeged (Hungría)            | Medalla de oro    | K2 200 m         |
| Campeonato Europeo |                             |                   |                  |
| Año                | Lugar                       | Medalla           | Competición      |
| 2011               | Belgrado (Serbia)           | Medalla de oro    | K1 500 m         |
| 2013               | Montemor-o-Velho (Portugal) | Medalla de oro    | K2 200 m         |
| 2014               | Brandeburgo (Alemania)      | Medalla de bronce | K1 200 m         |
| 2014               | Brandeburgo (Alemania)      | DSC               | K2 200 m         |
| 2018               | Belgrado (Serbia)           | Medalla de plata  | K2 500 m         |
| 2021               | Poznań (Polonia)            | Medalla de bronce | K2 200 m         |

1. 1 2  Perdió esta medalla debido a la descalificación por dopaje de su compañero de bote, Alexandr Diachenko.[4]